# Constitution des États confédérés
La Constitution des États confédérés d'Amérique était la loi fondamentale des États confédérés d'Amérique, adoptée le 11 mars 1861 et effective jusqu'à la conclusion de la guerre de Sécession. La Confédération fonctionnait sous le régime d'une Constitution provisoire du 8 février 1861 au 11 mars 1861.
La plupart des articles de la Constitution sont une copie, au mot près, de la Constitution des États-Unis d'Amérique. La différence majeure entre les deux constitutions étaient l'importance que la Confédération donnait à la souveraineté de chacun des États et un soutien explicite à l'esclavage. Le document original manuscrit se trouve aux archives de l'Université de Géorgie à Athens en Géorgie.

## Pouvoirs
La constitution souligne l'existence des trois pouvoirs soit :
- Le législatif, le Congrès des États confédérés composé de la Chambre des représentants des États confédérés élue par le peuple et du Sénat des États confédérés nommé par les membres des législatures de chaque État.
- L'exécutif, le Président des États confédérés d'Amérique et le Vice-président élus par un Collège électoral.
- Le judiciaire, la Cour suprême nommée par le Président et approuvée par le Sénat. Alors que la Constitution établissait la Cour suprême, aucun juge ne fut jamais nommé de peur que la Cour suprême n'exerce trop de pouvoir sur les États.

## Esclavage
La Constitution interdit l'importation d'esclaves hors de la Confédération, mais établit l'esclavage comme un droit par la disposition suivante :

« Aucun décret ou loi ne pourra être voté (par le Congrès) interdisant ou altérant le droit de propriété d'esclaves nègres. »

La Constitution interdit donc au Congrès d'abolir ou de limiter l'esclavage sur les territoires confédérés (contrairement aux États-Unis, où, avant l'arrêt Dred Scott, le Congrès avait interdit l'esclavage dans certains territoires). La base légale de l'esclavage au sein de la Confédération était principalement présentée comme une extension des droits de propriété.
Une proposition d'interdire aux États abolitionnistes de rejoindre la Confédération fut repoussée de justesse, grâce aux efforts de modérés comme Alexander Stephens. Stephens arguant que l'économie pouvait persuader des États abolitionnistes ayant des liens économiques étroits avec le Sud de rejoindre la Confédération.

## Signataires
Les signataires de la Constitution furent :
- Howell Cobb, Président du Congrès.
- Caroline du Sud : Robert Barnwell Rhett, C. G. Memminger, William Porcher Miles, James Chesnut, Jr., R. W. Barnwell, William W. Boyce, Lawrence M. Keitt, T. J. Withers.
- Géorgie : Francis S. Bartow, Martin J. Crawford, Benjamin H. Hill, Thomas R. R. Cobb.
- Floride : Jackson Morton, J. Patton Anderson, Jas. B. Owens.
- Alabama : Richard W. Walker, Robt. H. Smith, Colin J. McRae, William P. Chilton, Stephen F. Hale, David P. Lewis, Tho. Fearn, John Gill Shorter, J. L. M. Curry.
- Mississippi : Alex. M. Clayton, James T. Harrison, William S. Barry, W. S. Wilson, Walker Brooke, W. P. Harris, J. A. P. Campbell.
- Louisiane : Alex. de Clouet, C. M. Conrad, Duncan F. Kenner, Henry Marshall.
- Texas : John Hemphill, Thomas N. Waul, John H. Reagan, Williamson S. Oldham, Louis T. Wigfall, John Gregg, William Beck Ochiltree.

## Préambule des deux constitutions
Versions originales, différences en caractères gras :
| We, the people of the Confederate States, each State acting in its sovereign and independent character, in order to form a permanent federal government, establish justice, insure domestic tranquillity, and secure the blessings of liberty to ourselves and our Posterity invoking the favor and guidance of Almighty God do ordain and establish this Constitution for the Confederate States of America. | We the People of the United States, in Order to form a more perfect Union, establish Justice, insure domestic Tranquility, provide for the common defence, promote the general Welfare, and secure the Blessings of Liberty to ourselves and our Posterity, do ordain and establish this Constitution for the United States of America. |

## Source
- (en) Cet article est partiellement ou en totalité issu de l’article de Wikipédia en anglais intitulé « Confederate States Constitution » (voir la liste des auteurs).